# Altin Rraklli
Altin Rraklli (ur. 17 lipca 1970 w Kavajë) - były albański piłkarz, reprezentant kraju. Występował na pozycji napastnika.

## Kariera

### Klubowa
Altin Rraklli jest wychowankiem Besy Kavajë. W latach 1990–1992 rozegrał w tej drużynie 68 ligowych spotkań i strzelił 43 bramki. W 1992 roku trafił do niemieckiego SC Freiburg. Tam grał 86 razy i zdobył 22 gole. Następnie przez jeden sezon występował w innym zespole z tego kraju - Hercie BSC. Karierę kontynuował w SpVgg Unterhaching. W 2002 roku przeszedł do tureckiego Diyarbakırsporu. Tu w 12 ligowych pojedynkach strzelał dwukrotnie. Po sezonie wrócił do Niemiec - podpisał kontrakt z drużyną Jahn Regensburg. W 2004 roku powrócił do ojczyzny. Przyjął ofertę SK Tirany. W ciągu dwóch sezonów grał w 30 ligowych meczach i 19 razy trafił do siatki rywala. W 2006 roku zakończył granie w piłkę nożną. Jednak 3 lata później wystąpił w dwóch meczach niemieckiego zespołu Bayer Hof.

### Reprezentacyjna
Altin Rraklli przez 13 lat występował w reprezentacji Albanii. W sumie rozegrał 63 meczów, w których zdobył 11 bramek. W listopadzie 2009 roku zajmował 4. miejsce pod względem strzelonych bramek w reprezentacji.